# 13.ª etapa do Tour de France de 2020
A 13. ª etapa do Tour de France de 2020 desenvolveu-se na sexta-feira 11 de setembro de 2020 entre Châtel-Guyon e Puy Mary, numa distância de 191 quilómetros.

## Percurso
A etapa consta de 4 459 metros de desnível e oferece uma multitude de ascensões : o col de Ceyssat (10,2 km ao 6,1 %), o col de Guéry (7,8 km ao 5 %), a subida da Stèle (6,8 km ao 5,7 %, 2.º categoria). Na segunda parte da corrida, as novas dificuldades levantam-se : a subida da Estiade (3,7 km ao 6,9 %), aquela de Anglards-de-Salers (3,5 quilómetros ao 6,9 %), o col de Néronne (3,8 km ao 9,1 %, 2.º categoria e bonificações) e a ascensão final : o Puy Mary (5,4 km ao 8,1 %, 1.ª categoria).

## Desenvolvimento da corrida
17 corredores conseguem um fuga sobre o pelotão logo ao princípio e disputam a vitória da etapa. Uma queda sacode o pelotão ao km 100, levando ao chão sobretudo Romain Bardet, Nairo Quintana e Bauke Mollema. Este último está obrigado ao abandono. Neilson Powless ataca a 40 km da chegada. Maximilian Schachmann sai do grupo de perseguição na cota de Anglars-de-Salers, depois de apanhado o homem de cabeça a 29 km do objectivo. No col de Neronne, Schachmann fica em solitário e o grupo de perseguidores explode, Daniel Martinez acelera com Lennard Kämna (Bora-Hansgrohe) na sua roda. No pelotão, Guillaume Martin e Romain Bardet estão distanciados. O dúo de perseguição apanha Schachmann no Pas de Peyrol, depois este último está distanciado a 800 m da cimeira. Kämna e Martinez vão tentar logo a sua sorte, sem sucesso. O corredor alemão lança o sprint a 150 m da linha, mas é Martinez que levanta os braços, com 4 segundos de antemão a Kämna e 51 a Schachmann. Nas pendentes mais duras da ascensão, o ataque de Tadej Pogačar, seguido pelo camisola amarela, fez estoirar o grupo dos favoritos. O dúo de eslovenos termina a 6 minutos 05 do vencedor. Ambos homens ganham a Richie Porte e Mikel Landa de 13 segundos, Miguel Ángel López de 16 segundos, o camisola branco e Rigoberto Urán de 38 segundos, Adam Yates e Nairo Quintana de 40 segundos, Enric Mas de 52 segundos, Bardet de 1 minuto 30 e Martin de 1 minuto 46. Roglič reforça assim a sua camisola amarela. Possui a partir de agora 44 segundos de antemão a Pogačar, que se apodera novamente da camisola branca, e 59 a Egan Bernal. Cinco outros corredores estão a menos de 2 minutos do líder : Urán, Quintana, López, Yates e Landa têm respectivamente 1 minuto 10, 1 minuto 12, 1 minuto 31, 1 minuto 42 e 1 minuta 55 de atraso. As desventuras de Bardet e Martin permitem a Porte e Mas de fazer asua (r)entrada no Top 10, a 2 minutos 6 segundos e 2 minutos 54 segundos do camisola amarela. Romain Bardet, sofrendo de uma contusão na cabeça, não toma  a saída da etapa no dia seguinte.

## Classificação da etapa
| \| Classificação por etapas \| Classificação por etapas \| Classificação por etapas \| Classificação por etapas \| Classificação por etapas \| \| Ciclista \| Ciclista \| Equipe \| Tempo \| \| \| ------------------------ \| ------------------------ \| -------------------------------- \| ------------------------ \| ------------------------ \| \| 1. \| Daniel Felipe Martínez \| EF Pro Cycling \| 5h01m47s \| \| \| 2. \| Lennard Kämna \| Bora-Hansgrohe \| + 4s \| \| \| 3. \| Maximilian Schachmann \| Bora-Hansgrohe \| + 51s \| \| \| 4. \| Valentin Madouas \| Groupama-FDJ \| + 1m33s \| \| \| 5. \| Pierre Rolland \| B&B Hotels-Vital Concept p/b KTM \| + 1m42s \| \| \| 6. \| Nicolas Edet \| Cofidis \| + 1m53s \| \| \| 7. \| Simon Geschke \| CCC Team \| + 2m35s \| \| \| 8. \| Marc Soler \| Movistar Team \| + 2m43s \| \| \| 9. \| Hugh Carthy \| EF Pro Cycling \| + 3m18s \| \| \| 10. \| David de la Cruz \| UAE Team Emirates \| + 3m52s \| \| |                        |                                  |          |
| |                        |                                  |          |
| Fonte: ProCyclingStats |                        |                                  |          |
| Classificação por etapas |                        |                                  |          |
| Ciclista | Ciclista               | Equipe                           | Tempo    |
| 1. | Daniel Felipe Martínez | EF Pro Cycling                   | 5h01m47s |
| 2. | Lennard Kämna          | Bora-Hansgrohe                   | + 4s     |
| 3. | Maximilian Schachmann  | Bora-Hansgrohe                   | + 51s    |
| 4. | Valentin Madouas       | Groupama-FDJ                     | + 1m33s  |
| 5. | Pierre Rolland         | B&B Hotels-Vital Concept p/b KTM | + 1m42s  |
| 6. | Nicolas Edet           | Cofidis                          | + 1m53s  |
| 7. | Simon Geschke          | CCC Team                         | + 2m35s  |
| 8. | Marc Soler             | Movistar Team                    | + 2m43s  |
| 9. | Hugh Carthy            | EF Pro Cycling                   | + 3m18s  |
| 10. | David de la Cruz       | UAE Team Emirates                | + 3m52s  |

## Classificações ao final da etapa

### Classificação geral(Maillot Jaune)
| \| Classificação geral \| Classificação geral \| Classificação geral \| Classificação geral \| Classificação geral \| \| Ciclista \| Ciclista \| Equipe \| Tempo \| \| \| ------------------- \| ------------------- \| ------------------- \| ------------------- \| ------------------- \| \| 1. \| Primož Roglič \| Jumbo-Visma \| 56h34m35s \| \| \| 2. \| Tadej Pogačar \| UAE Team Emirates \| + 44s \| \| \| 3. \| Egan Bernal \| Ineos Grenadiers \| + 59s \| \| \| 4. \| Rigoberto Urán \| EF Pro Cycling \| + 1m10s \| \| \| 5. \| Nairo Quintana \| Arkéa-Samsic \| + 1m12s \| \| \| 6. \| Miguel Ángel López \| Astana \| + 1m31s \| \| \| 7. \| Adam Yates \| Mitchelton-Scott \| + 1m42s \| \| \| 8. \| Mikel Landa \| Bahrain McLaren \| + 1m55s \| \| \| 9. \| Richie Porte \| Trek-Segafredo \| + 2m06s \| \| \| 10. \| Enric Mas \| Movistar Team \| + 2m54s \| \| |                    |                   |           |
| |                    |                   |           |
| Fonte: ProCyclingStats |                    |                   |           |
| Classificação geral |                    |                   |           |
| Ciclista | Ciclista           | Equipe            | Tempo     |
| 1. | Primož Roglič      | Jumbo-Visma       | 56h34m35s |
| 2. | Tadej Pogačar      | UAE Team Emirates | + 44s     |
| 3. | Egan Bernal        | Ineos Grenadiers  | + 59s     |
| 4. | Rigoberto Urán     | EF Pro Cycling    | + 1m10s   |
| 5. | Nairo Quintana     | Arkéa-Samsic      | + 1m12s   |
| 6. | Miguel Ángel López | Astana            | + 1m31s   |
| 7. | Adam Yates         | Mitchelton-Scott  | + 1m42s   |
| 8. | Mikel Landa        | Bahrain McLaren   | + 1m55s   |
| 9. | Richie Porte       | Trek-Segafredo    | + 2m06s   |
| 10. | Enric Mas          | Movistar Team     | + 2m54s   |

### Classificação por pontos(Maillot Vert)
| Classificação por pontos | Classificação por pontos | Classificação por pontos         | Classificação por pontos | Classificação por pontos |
| Ciclista                 | Ciclista                 | Equipe                           | Pontos                   |                          |
| ------------------------ | ------------------------ | -------------------------------- | ------------------------ | ------------------------ |
| 1.                       | Sam Bennett              | Deceuninck-Quick Step            | 252 pts                  |                          |
| 2.                       | Peter Sagan              | Bora-Hansgrohe                   | 186 pts                  |                          |
| 3.                       | Bryan Coquard            | B&B Hotels-Vital Concept p/b KTM | 162 pts                  |                          |
| 4.                       | Caleb Ewan               | Lotto-Soudal                     | 155 pts                  |                          |
| 5.                       | Matteo Trentin           | CCC Team                         | 146 pts                  |                          |
| 6.                       | Wout van Aert            | Jumbo-Visma                      | 131 pts                  |                          |
| 7.                       | Julian Alaphilippe       | Deceuninck-Quick Step            | 108 pts                  |                          |
| 8.                       | Alexander Kristoff       | UAE Team Emirates                | 100 pts                  |                          |
| 9.                       | Michael Mørkøv           | Deceuninck-Quick Step            | 100 pts                  |                          |
| 10.                      | Marc Hirschi             | Team Sunweb                      | 90 pts                   |                          |

### Classificação da montanha(Maillot à Pois Rouges)
| Classificação da montanha | Classificação da montanha | Classificação da montanha        | Classificação da montanha | Classificação da montanha |
| Ciclista                  | Ciclista                  | Equipe                           | Pontos                    |                           |
| ------------------------- | ------------------------- | -------------------------------- | ------------------------- | ------------------------- |
| 1.                        | Benoît Cosnefroy          | AG2R La Mondiale                 | 36 pts                    |                           |
| 2.                        | Nans Peters               | AG2R La Mondiale                 | 31 pts                    |                           |
| 3.                        | Marc Hirschi              | Team Sunweb                      | 31 pts                    |                           |
| 4.                        | Toms Skujiņš              | Trek-Segafredo                   | 24 pts                    |                           |
| 5.                        | Quentin Pacher            | B&B Hotels-Vital Concept p/b KTM | 21 pts                    |                           |
| 6.                        | Primož Roglič             | Jumbo-Visma                      | 18 pts                    |                           |
| 7.                        | Neilson Powless           | EF Pro Cycling                   | 16 pts                    |                           |
| 8.                        | Daniel Felipe Martínez    | EF Pro Cycling                   | 14 pts                    |                           |
| 9.                        | Maximilian Schachmann     | Bora-Hansgrohe                   | 14 pts                    |                           |
| 10.                       | Tadej Pogačar             | UAE Team Emirates                | 14 pts                    |                           |

### Classificação do melhor jovem(Maillot Blanc)
| Classificação dos jovens | Classificação dos jovens | Classificação dos jovens | Classificação dos jovens | Classificação dos jovens |
| Ciclista                 | Ciclista                 | Equipe                   | Tempo                    |                          |
| ------------------------ | ------------------------ | ------------------------ | ------------------------ | ------------------------ |
| 1.                       | Tadej Pogačar            | UAE Team Emirates        | 56h35m19s                |                          |
| 2.                       | Egan Bernal              | Ineos Grenadiers         | + 15s                    |                          |
| 3.                       | Enric Mas                | Movistar Team            | + 2m10s                  |                          |
| 4.                       | Sergio Higuita           | EF Pro Cycling           | + 25m28s                 |                          |
| 5.                       | Daniel Felipe Martínez   | EF Pro Cycling           | + 56m37s                 |                          |
| 6.                       | Valentin Madouas         | Groupama-FDJ             | + 58m35s                 |                          |
| 7.                       | Neilson Powless          | EF Pro Cycling           | + 1h07m49s               |                          |
| 8.                       | Lennard Kämna            | Bora-Hansgrohe           | + 1h10m46s               |                          |
| 9.                       | Harold Tejada            | Astana                   | + 1h26m58s               |                          |
| 10.                      | Marc Hirschi             | Team Sunweb              | + 1h28m29s               |                          |

### Classificação por equipas(Classement par Équipe)
| Classificação por equipes | Classificação por equipes | Classificação por equipes | Classificação por equipes |
| Equipe                    | Equipe                    | Tempo                     |                           |
| ------------------------- | ------------------------- | ------------------------- | ------------------------- |
| 1.                        | EF Pro Cycling            | 169h47m21s                |                           |
| 2.                        | Movistar Team             | + 3m00s                   |                           |
| 3.                        | Jumbo-Visma               | + 23m02s                  |                           |
| 4.                        | Trek-Segafredo            | + 24m00s                  |                           |
| 5.                        | Ineos Grenadiers          | + 35m51s                  |                           |
| 6.                        | AG2R La Mondiale          | + 36m30s                  |                           |
| 7.                        | Astana                    | + 38m36s                  |                           |
| 8.                        | Bahrain McLaren           | + 44m11s                  |                           |
| 9.                        | Mitchelton-Scott          | + 1h19m06s                |                           |
| 10.                       | Bora-Hansgrohe            | + 1h26m22s                |                           |

## Abandonos
- Bauke Mollema (Trek-Segafredo) : abandono após queda[2]